# David Stifler Johnson
David Stifler Johnson (* 9. Dezember 1945 in Washington, D.C.; † 8. März 2016) war ein US-amerikanischer Informatiker.

## Ausbildung und Karriere
Johnson studierte Mathematik am Amherst College (Bachelor 1967 summa cum laude) und am Massachusetts Institute of Technology, wo er 1968 bei Seymour Papert seinen Master-Abschluss machte (Look ahead strategies in one person games with randomly generated game trees) und 1973 bei Michael J. Fisher (MIT) promoviert wurde (Near optimal bin-packing algorithms). Nach dem Dienst in der US-Armee 1969 bis 1971 war er ab 1973 bei den ATT Bell Laboratories. 1988 bis 1996 leitete er dort die Abteilung Mathematical Foundations of Computing und danach die Abteilung Algorithms and Optimization. 1978 war er Gastprofessor an der Rutgers University und 1980/81 an der University of Wisconsin.
1996 bis 2004 war er im Rat der Association for Computing Machinery (ACM) (deren Fellow er seit 1994 war) und stand 1987 bis 1991 der ACM SIGACT vor, deren Distinguished Service Award er 1997 erhielt. 1983 bis 1987 war er Herausgeber des Journal of the ACM und von 1991 bis 2006 von ACM Transactions on Mathematical Software (TOMS). 1979 bis 2004 war er Herausgeber des Journal of Algorithms, seit 1984 von Algorithmica und von 1980 bis 1997 von Mathematical Programming und von Mathematics of Operations Research. Seit 2004 war er Mitherausgeber der ACM Transactions on Algorithms. Im Journal of Algorithms hatte er 1982 bis 1992 eine Kolumne über Algorithmen, fortgesetzt in den ACM Transactions on Algorithms. Er ist Gründer des ACM-SIAM-Symposiums on Discrete Algorithms (SODA).
2005 wurde er ATT Fellow und 2009 SIAM Fellow.
2010 erhielt er den Knuth-Preis für frühe Arbeiten über NP-Vollständigkeit und Approximierungsalgorithmen für Optimierungs- und Suchaufgaben, darunter NP-schwierige Probleme wie das Problem des Handlungsreisenden und das Behälterproblem (Bin-Packing). Er schrieb darüber auch ein Standardwerk mit Michael Garey. Er untersuchte die Algorithmen für Optimierungsaufgaben nicht nur theoretisch, sondern entwickelte auch Testverfahren, um ihre Leistung beurteilen zu können.
Er war verheiratet und hatte ein Kind.

## Preise und Ehrungen
- 1979: Frederick-W.-Lanchester-Preis[2]
- 1983: Distinguished Technical Staff Award der ATT Bell Laboratories
- 2010: Knuth-Preis
- 2016: Aufnahme in die National Academy of Engineering

## Schriften
- mit Michael Garey Computers and Intractability: a guide to the theory of NP completeness, Freeman, San Francisco 1979